# Begivenhedshorisont
Indenfor den generelle relativitetsteori er begivenhedshorisonten (også kaldet hændelseshorisonten) et punkt i rumtid, hvor hændelser indenfor ikke kan påvirke en observatør udenfor, og hvor gravitationen er så kraftig, at rumtiden krummer så stærkt, at ingenting kan undslippe, end ikke lyset.
Det almindeligste tilfælde af en begivenhedshorisont er omkring et sort hul, hvor lyset, der sendes ud aldrig kan nå en observatør. Det betyder, at en person, der betragter et objekt, som nærmer sig en begivenhedshorisont aldrig vil se, at objektet forsvinder bag horisonten, men i stedet vil se, at objektet bevæger sig uendelig langsommere mod, men aldrig forbi, horisonten. Fra selve objektets perspektiv vil imidlertid overgangen "gennem" horisonten forløbe som forventet. Denne forskel mellem to perspektiver kaldes rødforskydning.[kilde mangler]